# Rio Merced

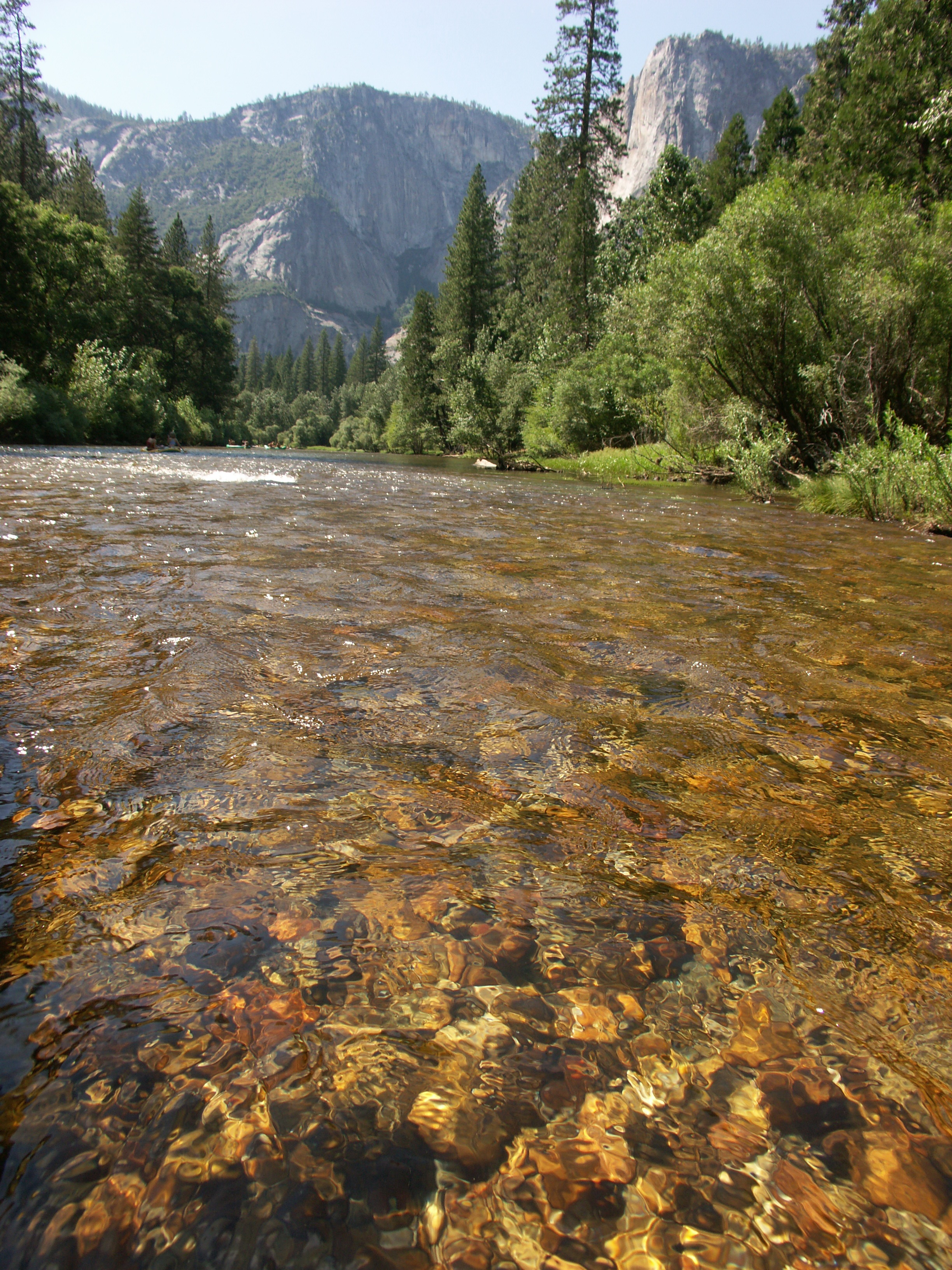
O Parque Nacional de Yosemite visto do rio Merced em Agosto de 2005

O rio Merced (em inglês:  Merced River) é um rio situado na metade sul do Parque Nacional de Yosemite, Califórnia, Estados Unidos, que flui para o Vale de Yosemite. Muita da água deste rio é armazenada no Lago McClure, distribuída depois pelo Merced Irrigation District e pela Crocker-Huffman diversion dam.

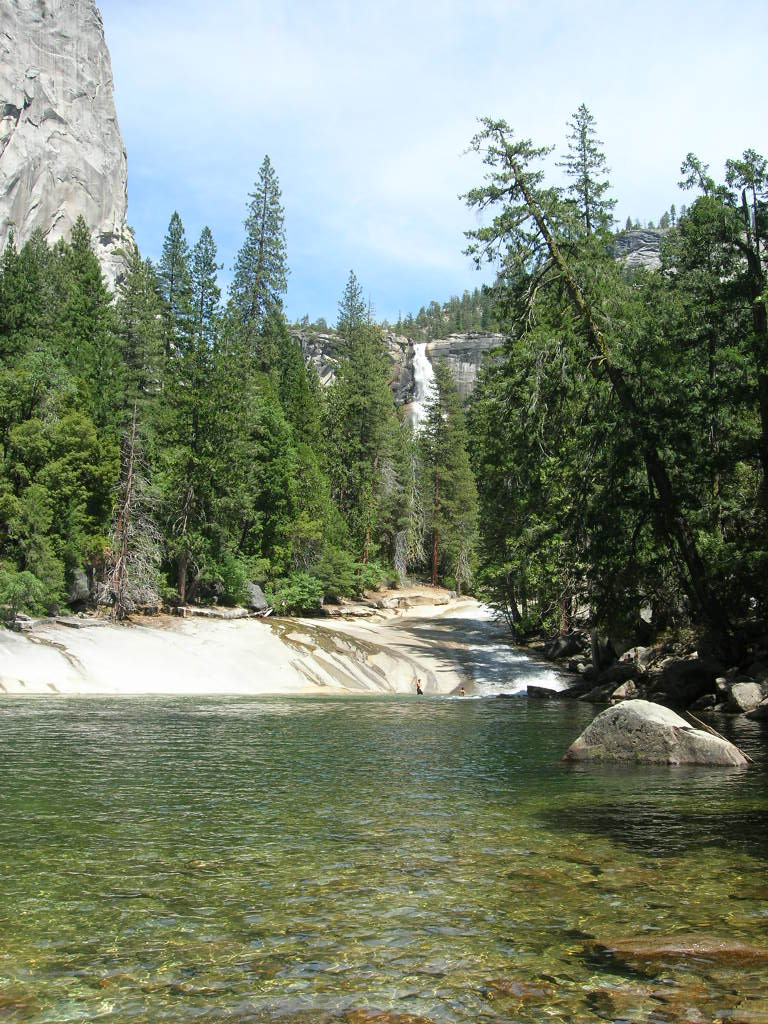
A Emerald Pool e o Silver Apron, com as Nevada Fall ao fundo
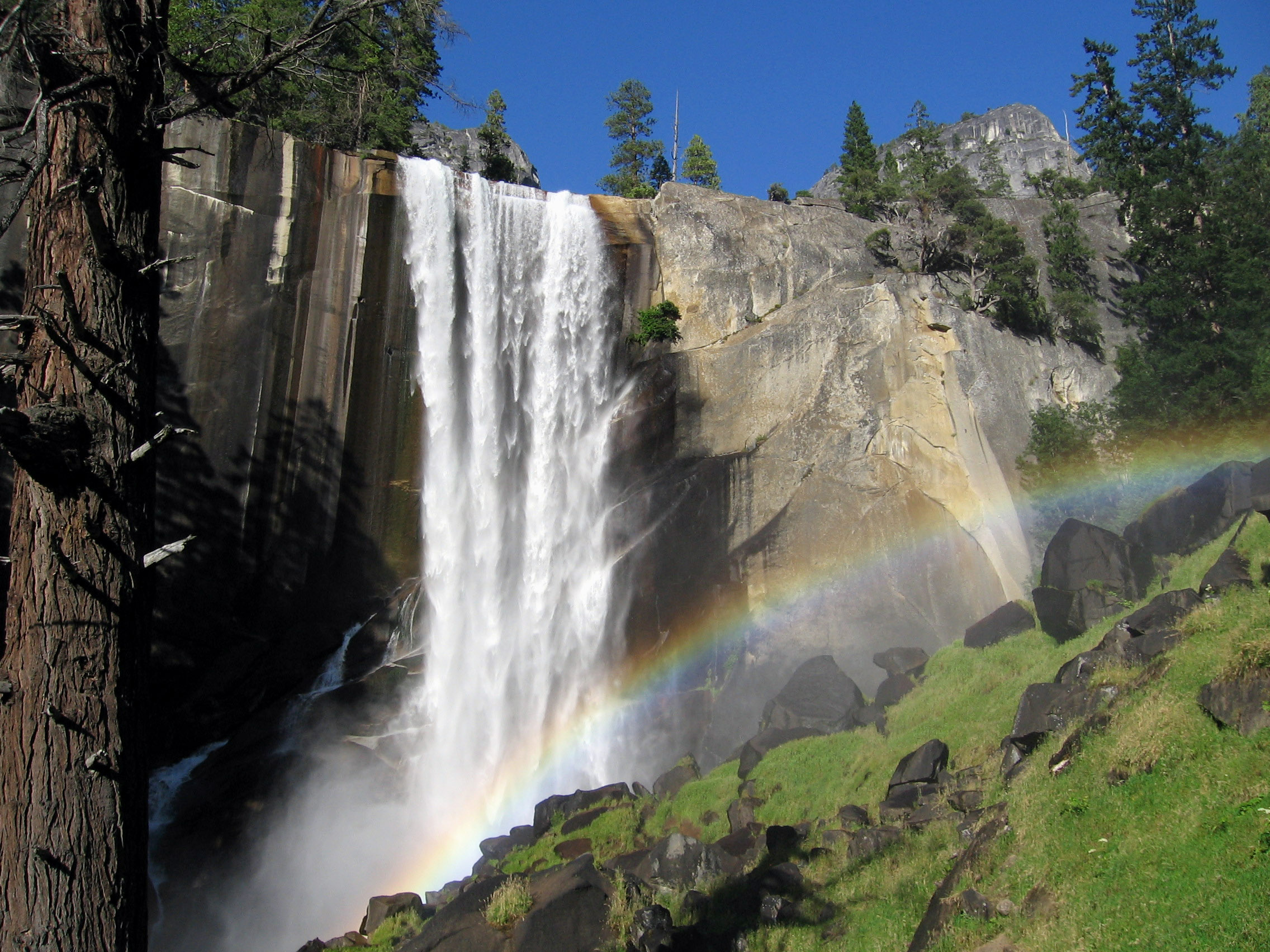
Vernal Fall
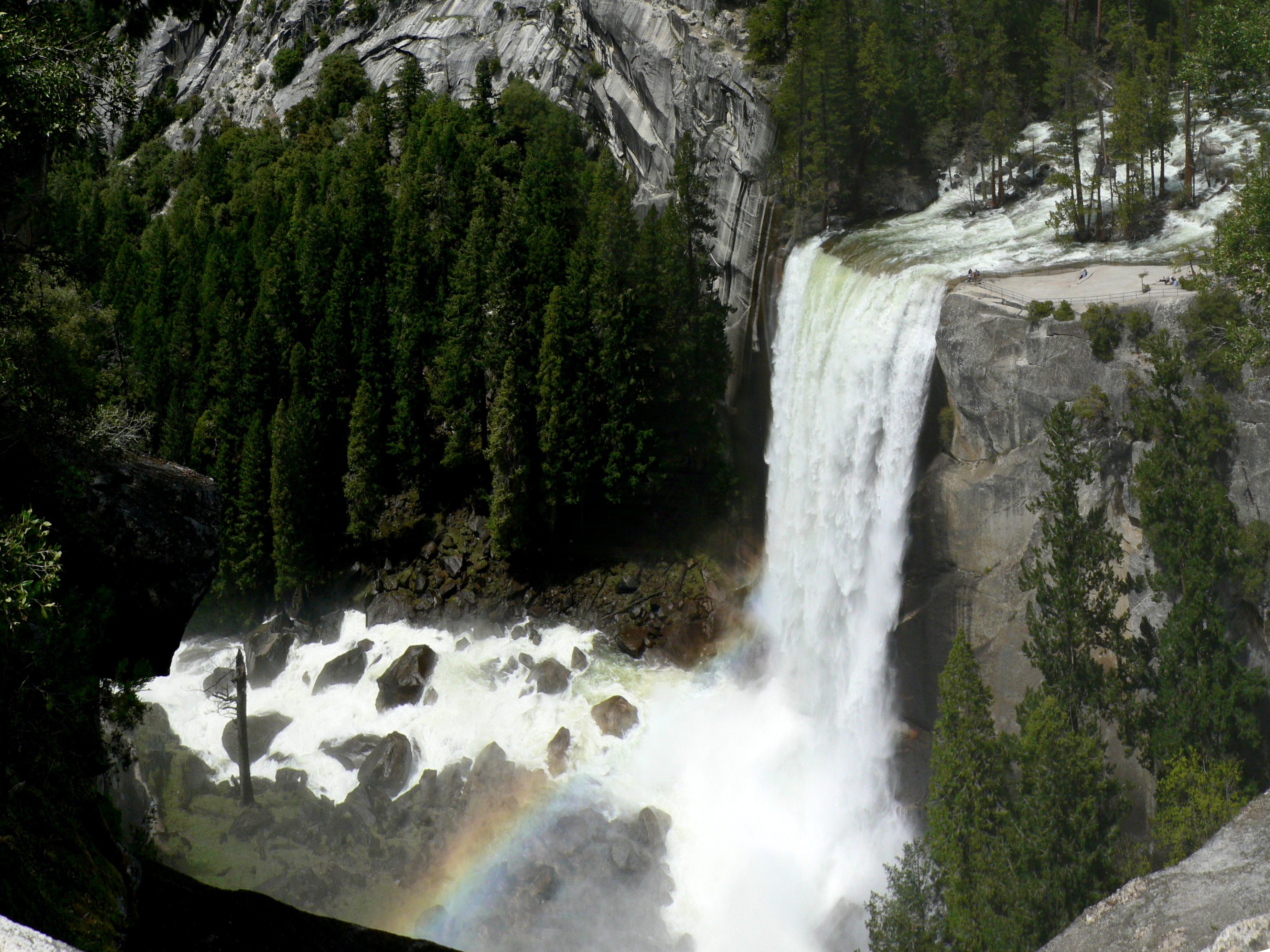
Vernal Falls no Parque Nacional de Yosemite
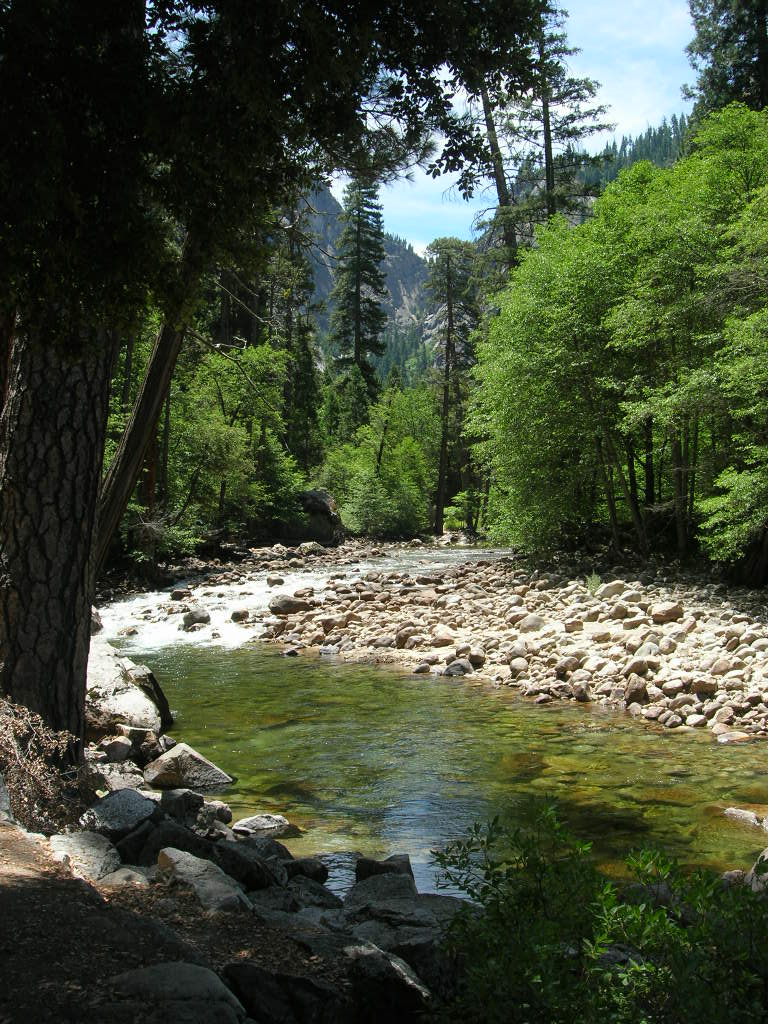
O rio Merced passando no vale de Yosemite